# 張楷
張 楷（ちょう かい、生没年不詳）は、後漢の儒学者。字は公超。本貫は蜀郡成都県。

## 経歴・逸話
張覇の中子として生まれた。父の学問を受けて、厳氏（厳彭祖）『春秋公羊伝』や『古文尚書』に通じ、門徒はつねに100人に達した。家は貧しく、驢車に乗って県まで薬を売りに行くのを生業とした。司隷に茂才に挙げられ、長陵県令に任じられたが、赴任しなかった。弘農の山中に隠居したが、門徒の学者たちがかれに従ったため、住居周辺が市を成すようになった。後に華陰山の南に移住すると、「公超市」ができた。太傅・太尉・司徒・司空・大将軍の五府にたびたび辟召され、賢良方正に挙げられたが、いずれも応じなかった。
142年（漢安元年）、順帝が張楷を原憲の風ある人物とみなして、河南尹に命じて召し出させたが、張楷は病であると告げて行かなかった。
張楷は道術を好んで、五里霧を作ることができたといわれる。ときに関西の裴優がまた三里霧を作ることができ、張楷のもとに行って学ぼうとしたが、張楷はかれを避けて会おうとしなかった。桓帝が即位すると、裴優が霧を作る術を使って反乱を起こし、捕らえられて取り調べを受けた。裴優が張楷に術を学んだと供述したため、張楷は罪に問われて廷尉に送られ獄に下された。獄にあること2年、経籍を読み、『尚書』の注を作った。後に無実が判明し、家に帰された。149年（建和3年）、桓帝の命により招聘されたが、重病のため行くことができなかった。家で死去した。享年は70。

## 子女
- 張陵
- 張玄

## 伝記資料
- 『後漢書』巻36 列伝第26